# Pterolophia pendleburyi
Pterolophia pendleburyi là một loài bọ cánh cứng trong họ Cerambycidae.